# نايجل كالدر
نايجل كالدر (بالإنجليزية: Nigel Calder)‏ هو مؤلف وصحفي وكاتب بريطاني، ولد في 2 ديسمبر 1931 في لندن الكبرى في المملكة المتحدة، وتوفي في 25 يونيو 2014 في كرولي في المملكة المتحدة.

## وصلات خارجية
- الموقع الرسمي
- نايجل كالدر على موقع IMDb (الإنجليزية)
- نايجل كالدر على موقع ميوزك برينز (الإنجليزية)